# Giulio Oberhammer
Giulio Oberhammer (Cortina d'Ampezzo, 14 dicembre 1935 – Pieve di Cadore, 24 maggio 2009) è stato un hockeista su ghiaccio italiano.
Giocatore della Sportivi Ghiaccio Cortina vince 6 volte il campionato italiano di hockey su ghiaccio (1957, 1959, 1961, 1962, 1964, 1965) ottenendo anche due secondi posti (1958, 1963) ed un terzo posto (1960). 
Giulio partecipa nel 1956 ai XIII Giochi olimpici invernali a Cortina d'Ampezzo, suo paese natale, qualificandosi al 7º posto e nel 1964 ai XIV Giochi olimpici invernali di Innsbruck, Austria, qualificandosi al 15º posto.